# Escola de Artes de Westminster
A Westminster School of Art era uma escola de arte em Westminster, Londres.

## História
A Escola de Arte de Westminster estava localizada na 18 Tufton Street, Deans Yard, Westminster, e fazia parte do antigo Museu Real de Arquitetura. HM Bateman descreveu em 1903 como:
"... dispostas em quatro andares, com galerias em volta de um grande pátio quadrado, o todo coberto por um grande teto de vidro. Fora das galerias estavam as várias salas que compunham a escola, as próprias galerias sendo preenchidas com espécimes de arquitetura que davam a todo o lugar o ar de um museu, o que é claro que era ". "... dispostas em quatro andares, com galerias em volta de um grande pátio quadrado, o todo coberto por um grande teto de vidro. Fora das galerias estavam as várias salas que compunham a escola, as próprias galerias sendo preenchidas com espécimes de arquitetura que davam a todo o lugar o ar de um museu, o que é claro que era ".
Em 1904, a escola de arte mudou-se e se fundiu com o Instituto Técnico de Westminster, em um prédio de dois andares na Vincent Square de Westminster, estabelecido pela filantropia de Angela Burdett-Coutts, 1ª Baronesa Burdett-Coutts em 1893.